# Stacey McKenzie
Stacey McKenzie (Kingston, 1 de enero de 1973) es una modelo y actriz nacida en Jamaica de nacionalidad canadiense, reconocida por su trabajo en campañas publicitarias con reconocidas marcas a nivel internacional, por ser la fundadora de Walk This Way Workshops, entidad encargada de brindar apoyo psicológico a los aspirantes a ingresar en el mundo del modelaje y por su desempeño como juez del popular programa de telerrealidad Canada's Next Top Model. En 2017 McKenzie fue mentora en dos episodios del ciclo 23 del programa America's Next Top Model. En 2019, McKenzie fue anunciada como uno de los tres jueces permanentes en Drag Race Canada, la versión Canadiense de RuPaul's Drag Race.
Como modelo, McKenzie ha trabajado en campañas publicitarias en todo el mundo, incluidos París, Londres, Italia, Austria, Estados Unidos y Japón. Trabajó para Alexander McQueen, Betsey Johnson, Tommy Hilfiger, Todd Oldham, Michiko Koshino y Jean Paul Gaultier. Sus portadas de revistas incluyen Essence, Le Monde y Panache, así como editoriales en Vogue (EE. UU., Japón, Corea, Gran Bretaña, España), Harper's Bazaar, Interview, Flare, Fashion y Vibe. Como actriz integró el elenco de la película El quinto elemento, interpretando a una azafata.